# Deuce (chanteur)
Pour les articles homonymes, voir Deuce.
Deuce, de son vrai nom Aron Erlichman, né le 2 mars 1983 à Los Angeles, en Californie, est un auteur-compositeur-interprète et producteur américain. Après avoir quitté Hollywood Undead, il publie son premier album solo le 24 avril 2012. Cet album, titré Nine Lives, contient les singles America et The One.

## Biographie

### Débuts (2001–2005)
Deuce commence la musique en 2001 sous son vrai nom, lorsqu'il compose des chansons et commence à produire, mais ce n'est qu'en 2005 qu'il sort ses premières compositions, dont les titres sont Franny, Surface Air, Breaking Through et Sometimes. Il compose aussi Far Away et Fallen Stone, mais ces chansons ne sortent qu'après son départ de Hollywood Undead. La chanson Dreams est aussi sortie en même temps que les deux précédentes, mais celle-ci n'étant qu'une interprétation masculine de la chanson Alone de sa sœur Arina.

### Hollywood Undead (2005–2010)
En 2005, il cofonde le groupe Hollywood Undead avec son ami Jorel Decker (J-Dog). Ensemble, ils composent une chanson de rap-rock intitulée The Kids, qui est vite popularisée par Jeffree Star. Par la suite, il commence à produire de la musique avec son groupe sous le nom de Tha Producer, dû à son rôle de production mais change vite son nom pour Deuce, qui est une abréviation de Pro-Deuce-A,. Deuce conçoit entre autres, avec son ami Jimmy Yuma, les masques du groupe et produit leur premier album Swan Songs et en aurait, selon ses dires, composé plusieurs chansons. En 2009, Hollywood Undead publie son premier album live, Desperate Measures, qui atteint la 29e place du Billboard 200.
Mais cette même année, un conflit éclate au sein de Hollywood Undead. Jimmy Yuma, proche du groupe, engagé par Deuce, pose problème lorsque, d'après Charlie Scene, Deuce demande au groupe de leur poche une partie de son salaire. Jimmy Yuma démentit cette accusation, et déclara dans une interview que Deuce le payait de sa poche tant qu'il n'installait que ses équipements, mais qu'il ne voulait plus payer la totalité à partir du moment ou Yuma commence à installer les équipements des autres. Hollywood Undead déclarera aussi que Deuce « ne se plaisait pas en tournée », et que les autres membres devaient « constamment lui faire plaisir. » Pour finir, la veille d'un départ de tournée, Deuce ne se montre pas à l'aéroport, laissant le groupe à lui-même, et forçant Charlie Scene à chanter lui-même les parties de Deuce (les refrains, et certains couplets). Cependant, cette absence n'était pas le résultat d'une dispute, mais bien d'un SMS envoyé par l'agent artistique de Hollywood Undead à Deuce, qui lui disait clairement que « le groupe était fini. »
Il est très difficile de distinguer le vrai du faux dans l'affaire qui oppose Hollywood Undead à Deuce. Deuce compose, à ce sujet, la chanson Story of a Snitch. Il y dit avoir composé la plupart des chansons (constatable sur les crédits de l'album Swan Songs qu'il a aussi produit), et reproche notamment au groupe d'avoir vendu une de leurs chansons, pour accroître leur popularité. Il dit aussi qu'il a été injustement renvoyé du groupe, et non qu'il est parti de son plein gré comme l'avait annoncé les membres d'Hollywood Undead. Il engagera des poursuites contre Hollywood Undead mais aussi Shady Jeff, un ancien membre de Hollywood Undead, lui aussi renvoyé car « il ennuyait tout le monde et ne servait pas à grand chose », qui lui aurait braqué une arme sur la tête pour lui faire quitter le groupe.
Dans une interview de Bryan Star, Da Kurlzzz et Johnny 3 Tears déclarent que si Deuce n'avait pas été renvoyé, l'ambiance générale du groupe aurait entraîné la chute du groupe et « qu'aucun nouvel album n'aurait été envisageable ». Deuce, dans une interview du même Bryan Star, déclarera qu'il était responsable de tout dans le groupe, qu'il y faisait tout, et qu'il « en avait assez de devoir satisfaire musicalement les goûts de tout le monde ». Cependant, le contrat de Deuce ne l'autorisait pas à nouveau composer de la musique. Il était forcé de ne faire que des remixes, notamment Story of a Snitch, en utilisant la chanson Airplanes. Après un procès (gagné par Deuce), il est libéré de son contrat et peut recommencer à produire de la musique. Il avait notamment, du temps de son contrat avec A&M et Hollywood Undead, sorti un EP, qui contient les chansons The One, Gravestone, Hollyhood Vacation et Deuce Dot Com, qui seront refaites pour son premier album solo, Nine Lives.

### Nine Lives(2011–2014)

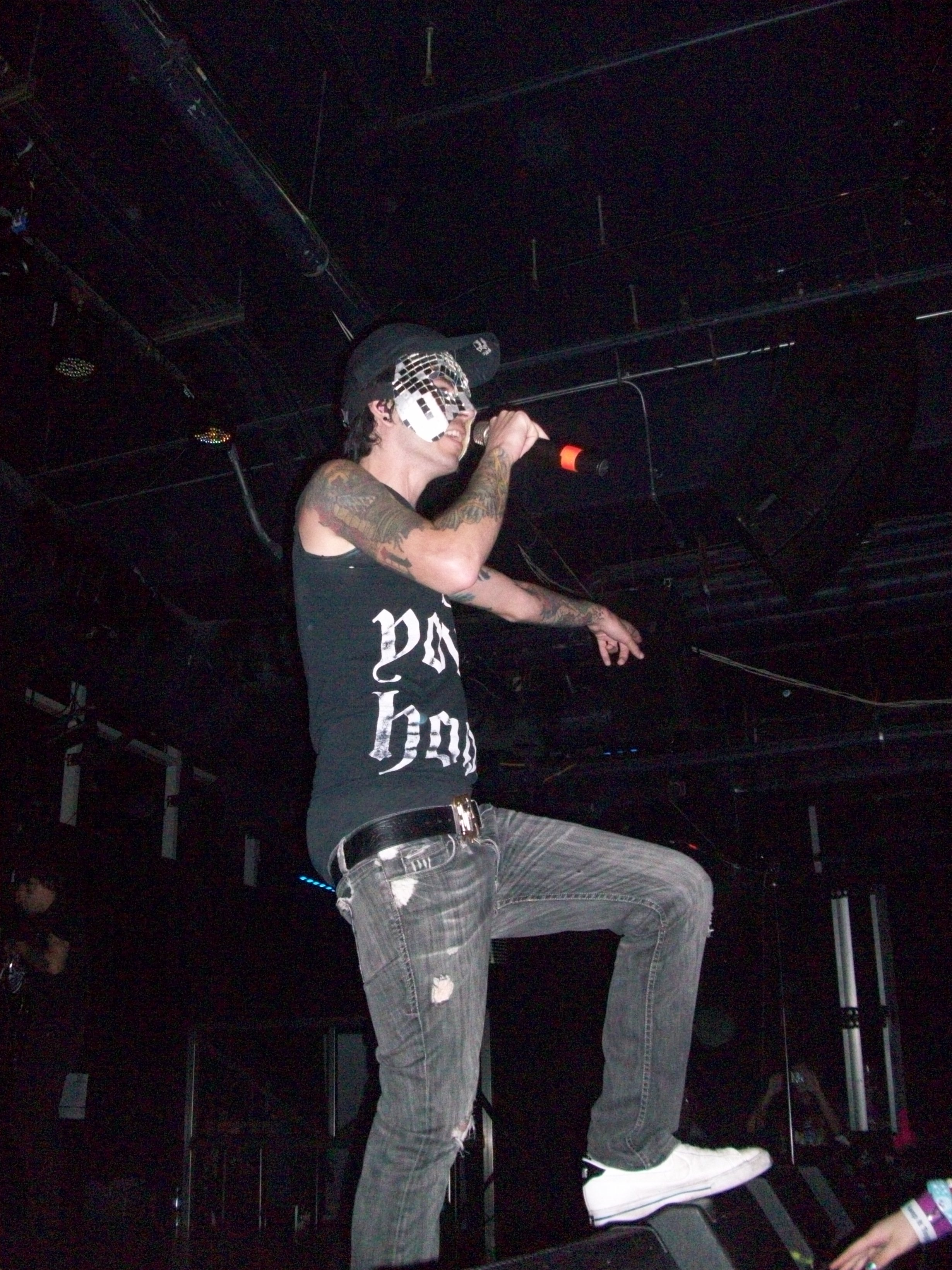
Deuce sur scène.

Après avoir été officiellement banni de Hollywood Undead, Deuce décide de s'investir dans le mouvement 9lives, épaulé par son ami d'enfance Jimmy Yuma, l'« assistant » qui aurait divisé Hollywood Undead. Il faut savoir que 9lives est davantage un mouvement musical qu'un groupe. D'ailleurs, Deuce portait déjà des vêtements à l'effigie du collectif depuis de nombreuses années, lors des spectacles de Hollywood Undead. En septembre 2010, Deuce fait sa première prestation scénique en Californie au Epicenter Music Festival, faisant la première partie pour Eminem, Blink-182, Kiss, Bush, Rise Against, et quelques autres,.
Tout en écrivant son premier album qui sortira le 24 avril 2012, Deuce sort plusieurs remix de chanson connues dont Story of a Snitch et When We Ride qui sont des reprises de Airplanes de B.o.B et de Dead in Ditches de Hollywood Undead. Entre-temps, plusieurs anciens fans de Hollywood Undead se sont ralliés à sa cause et sont devenus des Nine Lives Soldiers. Par la suite, le 27 novembre 2011, Deuce sort son tout premier single accompagné d'un clip, Let's Get it Crackin', dont les débuts n'ont pas été faciles vu les paroles qui sont très explicites. Plusieurs critiques ont été sévères traitant la chanson de monstruosité moderne. La chanson en elle-même est une ode aux parties, sorte de fêtes américaines dominées par le sexe, la drogue et l'alcool. Le clip est d'ailleurs banni de YouTube, et est décrit comme l'un des clips les plus provoquant (sexuellement parlant) jamais réalisé. On y voit notamment de nombreuses jeunes femmes nues qui seront assassinées par Deuce. Suivra ensuite, le 10 janvier 2012, un deuxième single dont le titre est America aussi accompagné d'un vidéoclip. Cette chanson, écrite dans l'un des moments les plus sombres de Deuce, parle de la vie en soi et des difficultés rencontrées dans celle-ci. America fut très bien acceptée par le public, les critiques et même les fans de Hollywood Undead qui jusqu'ici s'étaient montrés très distants avec Deuce. Cette chanson passe une semaine dans les charts Active Rock du magazine Billboard, et termine en 37e place. Deuce explique l'inspiration de America ainsi : « J'étais en train passer par un moment bizarre, et j'étais vraiment bas. Puis j'ai dit, «Je me fiche à quel point ma vie est mauvaise, je vais juste l'accepter et l'utiliser à mon avantage. »
Le premier album de Deuce, Nine Lives, est finalement sorti le 24 avril 2012 et met en vedette des artistes comme Ronnie Radke, ancien chanteur-fondateur de Escape the Fate, maintenant chanteur-fondateur de Falling in Reverse, Jeffree Star,américain populaire pour sa musique et pour avoir lancé Hollywood Undead à leurs débuts, et bien d'autres. L'album contient surtout d'anciennes chansons déjà composées (The One, Gravestone, Freaky Now, pour n'en citer que trois), remasterisées et parfois éditées pour y rajouter de nouveaux couplets. Le 17 octobre 2013, il apparaît en featuring sur la chanson Will You Cry for Me d'Arina Chloe.
Le 28 mars 2014, Deuce offre un concert à Moscou, en Russie. Il profite de cette occasion unique pour jouer une toute nouvelle chanson intitulée Nightmare, pour son prochain album prévu pour 2015. Le 16 mai 2014, Ronnie Radke, chanteur de Falling in Reverse, met en ligne la chanson Who Can Stop Us qui contient des refrains de Deuce ainsi qu'un couplet de B.Lay, membre de 9lives.

### Invincible(depuis 2015)
Sur Facebook, Deuce publie fréquemment quelques secondes de morceaux qui se trouveront sur son prochain album, prévu pour 2015.
Les 15 et 17 octobre 2015, Deuce sort respectivement les deux singles Nightmare et Bad Attitude, pour annoncer officiellement la sortie de son nouvel album Invincible dans les jours qui suivront, un album ne sortira que sur Internet (sauf cas contraire). Celui ci a des influences post hardcore et est bien plus violent que ce qu'il a pu faire par le passé en solo ou avec Hollywood Undead.
Le 29 septembre 2016, From Ashes to New sort le single The Last Time avec lequel Deuce a collaboré. Le 1er décembre 2017, l'album Invincible est disponible. Avant sa sortie, l'album est disponible en pré-commande le 14 octobre 2017.

## Vie privée
Aron Erlichman est né le 2 mars 1983 à Los Angeles en Californie. Il a une sœur prénommée Arina Chloe Baker qui le soutient activement dans sa carrière.

## Nine Lives
Malgré le fait que Deuce soit officiellement en solo, il est un membre influent du mouvement 9lives. Les membres les plus influents représentent d'ailleurs l'équipe de soutien officiel, en concert, en studio et dans les vidéoclips de Deuce. N'importe qui peut clamer être membre du mouvement 9lives, d'où la précision de membre « influent ». Il ne s'agit pas d'un groupe en soi, il s'agit d'un mode de vie basée sur le partage de musique rap entre les membres.

## Discographie

### Albums studio
- 2012 : Nine Lives
- 2015 : Invincible (version sans label, réédité en 2017)
- 2018 : Nightmare

### EP
- 2005 : The Aron
- 2008 : The Two Thousand Eight
- 2011 : The Call Me Big Deuce

### Albums collaboratifs
- Swan Songs (avec Hollywood Undead)
- Desperate Mesures (avec Hollywood Undead)